# ジェリー・ウォレス
ジェリー・ウォレス（Jerry Wallace、1928年12月15日 - 2008年5月5日）は、アメリカのカントリー歌手、ポピュラー歌手。
ミズーリ州ギルフォード出身。1960年から1980年にかけてカントリーミュージックのチャートで35曲をランクインさせた。彼の最大のヒット曲は、1972年にリリースし、ビルボード（Billboard Hot Country Singles）第1位を記録した”If You Leave Me Tonight I'll Cry”である。
日本では、1970年に放送されたチャールズ・ブロンソンをフィーチャーした男性化粧品マンダムのCMソング「男の世界」（再発盤レコードでは「マンダム〜男の世界」と改題。原題は”LOVERS OF THE WORLD”）が日本独自シングルとしてヒットした。この曲は、オリコンの年間TOP50で最高20位(1970年)、オリコン洋楽チャートで1970年10月5日付から通算12週1位を獲得した。レコード売上は発売3か月で60万枚、1年で120万枚に達した。累計売上は130万枚。
1972年、CMA賞の男性ボーカル部門を受賞し、"To Get To You"が同協会の"Single of the Year"に選出された。
2008年5月、心不全によりカリフォルニア州コロナの自宅で死去。79歳没。

## 代表曲
- How the Time Flies (1958年)
- Primrose Lane (1959年)
- Shutters And Boards (1963年)
- In The Misty Moonlight (1964年)
- If You Leave Me Tonight I'll Cry (1972年)